# Höfen (Tyrolsko)
Höfen je obec v Rakousku ve spolkové zemi Tyrolsko v okrese Reutte.
Žije zde 1 286 obyvatel (1. 1. 2011).